# Флек, Людвик
Людвик Флек (пол. Ludwik Fleck; 11 июля 1896, Львов — 5 июля 1961, Иерусалим, Израиль) — польский учёный еврейского происхождения, проводивший исследования в области биологии, микробиологии, вирусологии, иммунологии; философ и историк науки, опубликовавший в 1935 г. свою важнейшую работу «Возникновение и развитие научного факта: введение о стиле мышления и интеллектуальном коллективе». Его концепция предвосхитила некоторые положения современной постпозитивистской методологии и социологии науки.

## Польский период
Родился во Львове в семье европейски образованных польских евреев. Окончил гимназию в 1914 году и продолжил своё образование на медицинском факультете университета им. Яна Казимира. После окончания университета и получения диплома практиковал как врач в Пшемысле и Львове. В 1920 году Флек — ассистент знаменитого Рудольфа Вайгля, специалиста в области тифа. В период с 1923 по 1935 годы работает сначала в Отделении медицины внутренних органов в государственной больнице г. Львов, а затем его назначают на должность директора бактериологической лаборатории. Но в результате конфликта с городской властью открывает частную бактериологическую лабораторию, где работает некоторое время. А после присоединения Западной Украины к СССР в 1939 году Флек работает в мединституте и заведует городской санитарно-бактериологической лабораторией.

## Война и работа в нацистских лабораториях
В июне 1941 года нацистские войска оккупировали Львов, и Флек c семьёй (женой Эрнестиной Валдман (Ernestina Waldman) и сыном Рышардом) попадает в еврейское гетто. Там он продолжает свою деятельность по разработке методов массового производства противотифозных вакцин и далеко продвигается в этой области. Узнав о способностях и знаниях ученого, немецкие оккупанты вывозят его вместе с семьёй в Лаокун (Laokoon), где он вынужден заниматься разработкой противотифозной сыворотки. В начале 1943 года Флека снова оказывается арестован и попадает в концлагерь в Освенциме. Вскоре жену и сына переправляют в другие концлагеря; чтобы спасти им жизнь, Флеку приходится работать в серологической лаборатории над методами диагностирования сифилиса, тифа и других эпидемических заболеваний. С декабря 1943 по март 1945 года Флека держали под стражей в Бухенвальде, где он продолжал исследования по разработке сыворотки. Не имея возможности отказаться от работы в лаборатории, он использовал эту ситуацию для проверки своих гипотез 1930-х годов о влиянии мыслительного коллектива на содержание идей. После разработки неэффективного метода изготовления вакцин, обусловленного неверной интерпретацией наблюдений, коллектив ученых решает продолжить исследования, но уже под видом саботажа, который каждую минуту мог стоить им жизни. В конце марта Флеку удалось бежать и скрыться в подполье. После освобождения Бухенвальда 11 апреля 1945 года он попадает в госпиталь.

## Послевоенная деятельность в Польше
С 1945 по 1952 годы Флек руководил кафедрой медицинской микробиологии Люблинского университета им. Марии Склодовской-Кюри. Затем он перевёлся в Варшаву, где возглавил отделение микробиологии и иммунологии в Институте матери и ребёнка Варшавского университета. В 1954 году Флек стал членом Президиума Польской академии наук. В это время он активно занимается изучением поведения лейкоцитов при нахождении человека в стрессовых ситуациях. В период между 1946 и 1957 годами Флек публикует 87 медицинских научных статей в польских, французских, английских, швейцарских журналах. В 1951 году он был удостоен национальной премии за достижения в области науки, а в 1955 году награждён офицерским крестом Ордена Возрождения Польши. В 1956 году Флек пережил сердечный приступ и узнал, что болен лимфосаркомой.

## Эмиграция в Израиль
В конце 1957 года Флек переехал в Израиль, где после войны оказался его сын, и возглавил кафедру экспериментальной патологии в Институте биологических исследований. В последние годы жизни Флек готовил курс лекций по философии науки для Еврейского университета в Иерусалиме, который так и не успел прочитать.
Скончался 5 июня 1961 года от сердечного приступа.

## Наследие
При жизни Флек был знаменит как выдающийся микробиолог. В этой области ему принадлежит свыше 130 работ, которые были переведены на 6 языков. Л.Флек был членом многих научных сообществ, в том числе Нью-йоркской Академии наук, Международного Гематологического Общества, Международного Микробиологического Общества. Но несмотря на его достижения, к 1970-80 годы Флека как микробиолога забывают.
В 1962 году в свет выходит работа Т. Куна «Структура научных революций». В предисловии Кун указывает Флека наряду с более известными именами как один из источников собственных идей. Это привлекло к микробиологу большой интерес. К 1980-90 годы Флек приобретает известность уже как философ науки. Его эпистемологические исследования и опубликованная ещё в 1935 году на немецком языке монография «Возникновение и развитие научного факта» (где в качестве основных выступают понятия «мыслительного коллектива» и «стиля мышления») стали ставиться в ряд с основополагающими трудами по современной социологии науки и социальной эпистемологии.
С 1992 года Обществом социальных исследований науки ежегодно вручается Премия Людвика Флека за лучшую книгу в области исследований науки и технологий.